# Лашские танцы
Лашские танцы (чеш. Lašské tance) ― оркестровая сюита чешского композитора Леоша Яначека. В первой редакции сюита содержала 8 пьес и называлась «Валашские танцы» (Valašské tance; первое фрагментарное исполнение состоялось в 1889 году в Оломоуце, частично опубликована в Брно в 1890 году). Незадолго до своей кончины, в 1924 году Яначек пересмотрел состав сюиты и её оркестровку, и переименовал её в «Лашские танцы». В таком виде сюита была впервые исполнена в Брно в 1924, а опубликована — в 1928 году пражским издательством Hudební matice. Окончательное название сюиты обязано историко-этническому региону Lašsko (нем. Lachei) в Моравии, где родился Яначек и где в конце 1880-х гг. он собирал (записывал) местные народные мелодии.

## Структура
Сюита состоит из шести танцев:
- 1. Starodávný (Стародавний)

- 2. Požehnaný (Благословенный)

- 3. Dymák (Дымак)

- 4. Starodávný II (Стародавний II)

- 5. Čeladenský (Челаденский) ― название происходит от села Челадна

- 6. Pilky (Танец пилы) ― подготовка крестьян к наступлению зимы